# Jona Rosenfeld

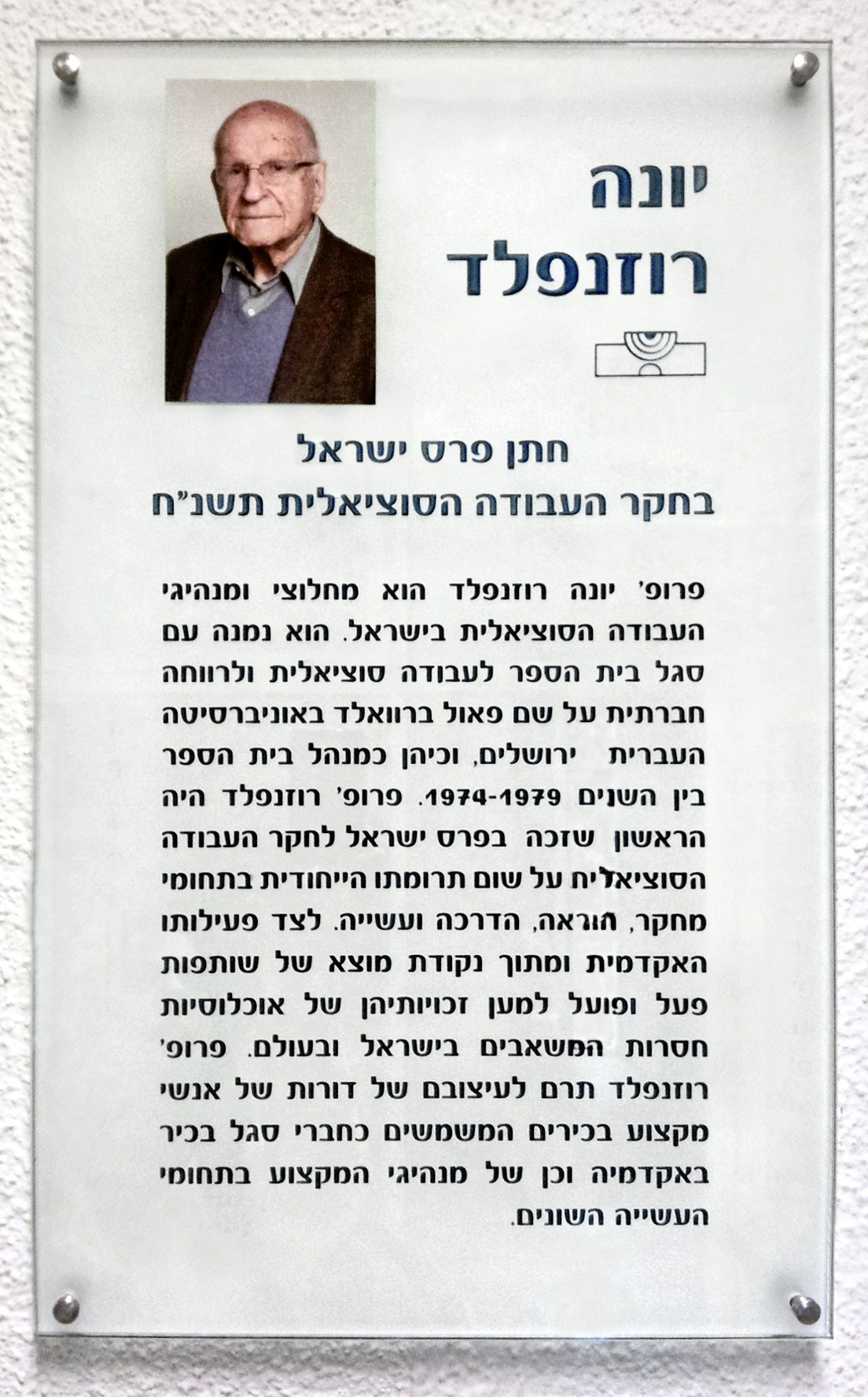
Jona Rosenfeld, Träger des Israel-Preises für Sozialarbeit 1998

Jona Michael Rosenfeld (geboren am 30. November 1922 in Karlsruhe; gestorben am 26. Dezember 2023 in Jerusalem) war ein deutsch-israelischer Sozialpädagoge und Psychoanalytiker. Er war Professor an der Paul Baerwald Schule für Sozialarbeit der Hebräischen Universität Jerusalem und hatte eine Gastprofessur an der Alice Salomon Hochschule Berlin. Am Myers-JDC-Brookdale Institute begründete er das Programm Lernen vom Erfolg, das in der Folge internationale Beachtung und Anwendung fand. 1998 erhielt er am 50. Jahrestag der Staatsgründung als Erster den Israel-Preis für Sozialarbeit und damit die höchste Auszeichnung des Staates Israel.

## Leben
Jona Michael Rosenfeld wurde 1922 als jüngster von drei Söhnen in Deutschland geboren und wuchs zunächst in Karlsruhe auf. Sein Vater war Rechtsanwalt. Seine frühe Kindheit wurde maßgeblich durch Elisabeth Roberts, ein von seinen Eltern engagiertes Kindermädchen, beeinflusst, die durch ihre besondere Fürsorge prägend für Rosenfelds spätere Überzeugung von der Gegenseitigkeit zwischenmenschlicher Beziehungen war. Außerdem habe Elisabeth ihm Interesse an und Aufgeschlossenheit für andere Kulturen vermittelt, denn obwohl die Eltern nach Aussage Rosenfelds Zionisten waren, hatten sie sich nicht gescheut, mit Elisabeth eine Christin für die Kindererziehung einzustellen.
Nachdem Rosenfeld 1930 mit den Eltern und seinen beiden Brüdern nach Berlin umgezogen war, besuchte er die von Paula Fürst geleitete Theodor-Herzl-Schule. Sie war „eine der ersten“ Montessorischulen, wurde 1938 niedergebrannt und ihre Direktorin 1942 im Konzentrationslager ermordet. Vierundachtzigjährig nahm Rosenfeld zusammen mit 34 Mitschülern an einem Ehemaligentreffen in Berlin teil.
Im Jahr 1925 waren die Eltern nach Jerusalem gereist, weil sie der Eröffnung der Hebräischen Universität beiwohnen wollten, aber auch, weil der Vater Möglichkeiten für eine spätere Übersiedelung erkunden wollte. Die Entscheidung, Deutschland endgültig zu verlassen, fiel kurz nach Beginn des Jahres 1933, nachdem Rosenfeld mit seinen Eltern auf dem Balkon miterleben musste, wie unten auf der Straße tausende von Nazis vorbeimarschierend das Sturmsoldaten-Lied grölten: „Wenn's Judenblut vom Messer spritzt, dann geht's noch mal so gut“.
Kurz danach brach der Vater mit Rosenfelds Brüdern Jakob und Immanuel nach Palästina auf. Um den Haushalt aufzulösen, blieb die Mutter mit Jona zunächst noch in Berlin. Im August 1933 reisten Mutter und Sohn per Zug nach Basel und erreichten nach einer Schiffsreise von Genua aus den Hafen von Haifa am 15. September, am Vorabend des jüdischen Neujahrs.
Im Alter von 49 Jahren heiratete Rosenfeld seine Partnerin Ruti. Er hatte zwei Töchter und fünf Enkel. Rosenfeld lebte in Jerusalem. Sein Tod wurde am 28. Dezember 2023 von der Hebräischen Universität Jerusalem und der Paul Baerwald School of Social Work and Social Welfare bekanntgegeben.

## Beruflicher Werdegang
Nach seinem Abitur in Jerusalem erwarb Rosenfeld im Jahr 1947 seinen Abschluss in den Sozialwissenschaften und in Mental Health. Ein Jahr später beendete er 1948 erfolgreich sein Studium an der London School of Economics and Political Science und kehrte nach Israel zurück, das nach Ende des britischen Mandats für Palästina im Mai 1948 gegründet worden war und nun mitten im Unabhängigkeitskrieg stand. Unmittelbar nach seiner Ankunft wurde er in ein militärisches Durchgangslager verbracht, wo er einen Offizier überreden konnte, ihn nicht in ein Trainingslager zur Vorbereitung für Kampfhandlungen zu schicken. Stattdessen wurde sein Vorschlag angenommen, sich in der psychiatrischen Abteilung des Militärkrankenhauses in Haifa an der Behandlung traumatisierter Soldaten zu beteiligen.
1954 schloss Rosenfeld sein Soziologiestudium an der Hebräischen Universität Jerusalem mit einem Bachelor ab und wurde 1962 an der Universität von Chicago promoviert. Ein Jahr zuvor war er Senior Teacher geworden. Weitere Stationen seines beruflichen Werdegangs waren 1967 die Position eines Senior Lecturer, 1973 wurde er Associate Professor und 1986 ordentlicher Professor. Im Jahr 1991 wurde er emeritiert.
Auch nach seiner Emeritierung blieb Rosenfeld der Idee von sozialer Inklusion verpflichtet und bis ins hohe Alter beruflich aktiv.

## Wirken
In seinem 2016 erschienenen Buch From exclusion to reciprocity beschrieb Rosenfeld, welch großen Einfluss sein eigenes Erleben als Außenseiter auf seine spätere Arbeit hatte. Als Außenseiter erlebte er sich mit seiner jüdischen Herkunft im erstarkenden Nazi-Deutschland, aber auch als Kind zionistischer Eltern im entstehenden israelischen Staat. Er sah es als folgerichtig, wenn er sich schließlich auch als Sozialpädagoge Arbeitsfelder erschloss, die nicht im Mainstream lagen.
Rosenfeld legte Wert darauf, als Sozialpädagoge die Welt nicht zu erklären, sondern sie zu ändern. Dabei berief er sich auf seinen Freund Israel Katz:

“As long as there is one child who cries at night and nobody hears him, ours is not a humane society.”

„Solange auch nur ein Kind nachts weint und nicht gehört wird, können wir unsere Gesellschaft nicht human nennen.“

Zu Beginn seiner beruflichen Karriere war Rosenfeld als Sozialarbeiter am Lasker Zentrum für psychische Gesundheit und Kindererziehung der Hadassah Medical Organisation in Jerusalem und auch an der dortigen Child Guidance Clinic tätig. Er ist Gründer verschiedener Organisationen in Israel. Dazu gehören der Nationale Rat der Schulen für Soziale Arbeit, die Vereinigung der Sozialarbeiter und der Nationale Rat des Kindes.
Die Aufgaben, die sich Rosenfeld im Laufe seiner Karriere stellten, ließen ihn in verschiedenen beruflichen Feldern zu einem Pionier werden. Er war der erste ordentliche Professor an der Paul Berwald Schule für Sozialarbeit an der Hebräischen Universität Jerusalem und wurde gelegentlich als „Vater der israelischen Sozialarbeits-Ausbildung“ bezeichnet. Darüber hinaus war Rosenfeld der erste Offizier für psychische Gesundheit in der israelischen Armee. 1998 wurde er am 50. Jahrestag der Gründung des Staates Israel als Erster für seine Forschungen mit dem Israel-Preis für Sozialarbeit ausgezeichnet, der 1953 gestiftet wurde und als höchste staatliche Auszeichnung gilt.
Ein Schwerpunkt seiner Tätigkeit widmete sich der Arbeit mit Holocaust-Überlebenden und er engagierte sich bei der Kinder- und Jugend-Alijah. Rosenfeld baute Partnerschaften mit verschiedenen Organisationen auf, die sich um benachteiligte Familien bemühen. Seine Forschungsinteressen richteten sich auf vernachlässigte Kinder und ihre Familien, auf extreme Armut und auf die Frage, wie Hilfsorganisationen ihr Angebot verbessern können, damit Eltern lernen, wie die Erziehung ihrer Kinder gut genug („good enough parenting“) werden kann. Ein entsprechendes Forschungsprojekt entstand an der University of North Carolina at Chapel Hill. Darüber hinaus entwickelte er zusammen mit dem Erziehungsministerium Israels ein Programm, das in 55 Highschools aufgelegt wurde und die schulische Entwicklung der Kinder verbessern sollte – „Learning from Success: Transforming Schools into Learning Organizations“.
Rosenfelds Arbeit wurde vom Gesundheits-, Bildungs- und Wohlfahrtsministerium der Vereinigten Staaten gesponsert und auf einer Konferenz der Vereinten Nationen vorgestellt. Dadurch kam er in Kontakt mit der Bewegung ATD Vierte Welt, der er sich anschloss. ATD steht dabei für All Together in Dignity (im Deutschen wiedergegeben als Gemeinsam für die Würde aller).
Das Interesse Rosenfelds, die Lage von Menschen, die ausgeschlossen und in Armut leben müssen, zu verbessern, hatte zur Folge, dass er sein psychoanalytisches Wissen zwar für das praktisch-sozialpädagogische Handeln zu nutzen wusste, seinen Arbeitsschwerpunkt aber nie in der rein psychoanalytisch-therapeutischen Tätigkeit suchte. „Es kann besser werden, wenn sowohl Lernen als auch Großzügigkeit gegenwärtig sind“, war eine tiefe Überzeugung, die ihn durch all seine Projekte trug.

### Universität
Von 1974 bis 1979 war Rosenfeld Dekan der Paul Baerwald School an der Hebräischen Universität Jerusalem. Er blieb dort als Professor bis zu seiner Emeritierung im Jahr 1991.
Daneben war Rosenfeld langjährig Honorarprofessor der Alice Salomon Hochschule in Berlin. Dort hatte er Anfang der 1990er Jahre die Initiative Lernen vom Erfolg auf den Weg gebracht. Sie wurde lange Zeit „zu einem wichtigen Fachaustausch für Fachkräfte aus der Stadt und aus Deutschland“, schlief dann ein und startete 2013 einen Neubeginn – mitinitiiert von Reinhart Wolff.

### Lernen vom Erfolg (LFS)
Rosenfeld war von Anbeginn seines Berufslebens davon überzeugt, dass Menschen nicht nur aus ihren Fehlern lernen könnten, sondern und ganz besonders auch von ihren Erfolgen. Diese, in seinen Anfängen eher ungewöhnliche Überzeugung mündete in die Entwicklung eines Programms, das er Lernen vom Erfolg (LFS, für Learning from Success) nannte. Seine Studien zu diesem Thema nahm er in den späten 1960er Jahren auf. Sein Programm wurde in der Folgezeit von vielen staatlichen, aber auch von Freiwilligenorganisationen und Selbsthilfeprojekten übernommen. Zugleich wurde es auch in der ATD Vierte Welt eingeführt.
Rosenfeld entwickelte eine Ausbildung für sogenannte Lernbegleiter (learning companions), die nicht zwingend, aber oft im Grundberuf Sozialpädagogen sind. Er schulte Organisationen – ehrenamtlich tätige NGOs ebenso wie Regierungsorganisationen –, damit diese befähigt würden, eigene Programme zu entwickeln, die auf ihren je spezifischen Bedarf zugeschnitten sind. Beispielsweise entwarf er einen speziellen Kurs für die israelischen Streitkräfte, um ihre Ausbildungsabteilung in die Lage zu versetzen, geeignete Trainingsprogramme zu erstellen. Daneben erarbeitete er Programme für Schulen, damit sich auch schwächeren Schülern Aufstiegschancen eröffnen.
Rosenfelds Programm Lernen vom Erfolg (LFS) sollte nicht mit dem behavioristischen Konzept Lernen am Erfolg verwechselt werden. Während die Bezeichnung Lernen am Erfolg im Rahmen der Lerntheorien entwickelt wurde, bedient sich das Konzept Lernen vom Erfolg psychoanalytischer Grundannahmen. Das Besondere dabei sind die sozialen Rollen, die für alle Beteiligten bereit liegen. Sowohl die Helfer als auch die Hilfesuchenden nehmen im Wege der „Gegenseitigkeit von Beziehungen“, wie Rosenfeld sie verstand, die Rolle derer ein, die Hilfe erhalten und zugleich gewähren. Das ermöglicht eine Begegnung auf Augenhöhe und beseitigt mögliche Überlegenheitsgefühle der Helfer und Unterlegenheitsgefühle der Hilfesuchenden.
Die ersten Ideen zu diesem Programm entwickelte Rosenfeld in den frühen Jahren seines beruflichen Schaffens, als er fünf Jahre lang in einem sogenannten Well-Baby Center arbeitete. Dort schulte er Krankenschwestern und konnte beobachten, wie erstgebärende Mütter um so eher zu einer ganz eigenen Art von Mütterlichkeit und Säuglingspflege finden konnten, je mehr es den betreuenden Krankenschwestern gelang, sich von starren Vorgaben für die Pflege zu lösen und „professionelle Autonomie“ zu erwerben. Auf diese Weise fanden beide Seiten Zugang zu selbstbestimmtem Lernen.
Anfang der 1990er Jahre wurde Rosenfeld Mitglied des 1974 in Jerusalem gegründeten Myers-JDC-Brookdale Institutes (MJB). Dabei handelt es sich um eine NGO, die sich sozialwissenschaftlicher Forschung in verschiedenen Praxisfeldern verpflichtet fühlt und Organisationen dabei unterstützt, ihre Zielgruppen bestmöglich und auf der Grundlage wissenschaftlicher Erkenntnisse zu fördern. Nach seinem Beitritt gründete Rosenfeld 1991 an diesem Institut eine eigene Abteilung für Lernen vom Erfolg.
Im Rahmen dieses Programms wird Handlungswissen ebenso vermittelt wie ihre theoretischen Grundlagen und Know-how zur Einflussnahme auf politische Entscheidungen. Dies erschien Rosenfeld besonders wichtig, weil er der Überzeugung war, dass Sozialer Arbeit der Erfolg versagt bleiben muss, wenn sie sich nicht zugleich auch politisch einmischt und Einfluss auf Entscheidungen nimmt.
Lernen vom Erfolg sieht kollaboratives Lernen vor, das auf Gegenseitigkeit beruht. Neue Lernmethoden sollen sozialen Institutionen helfen, den Hilfebedürftigen ein qualitativ hochwertiges Angebot zu machen. Das Programm versucht in Organisationen zunächst Umgebungsbedingungen zu schaffen, die gemeinschaftliches Lernen fördern. Dabei werden drei miteinander verknüpfte Arten des kollaborativen Lernens unterschieden. Die sogenannte „retrospektive Methode“ soll helfen, aus vergangenen Erfolgen zu lernen. Daneben gibt es eine weitere, sogenannte „prospektive Methode“. Sie soll einen Lernprozess in Gang setzen, um ein ungelöstes Problem in seiner Bedeutung erkennen und beschreiben zu können, Schlussfolgerungen zu ziehen und umzusetzen und schließlich die Ergebnisse der Umsetzung auszuprobieren und den Erfolg zu messen. Die dritte Methode nennt sich „Learning for Learning for Action“, was im weitesten Sinn mit „Stillstand überwinden lernen“ übersetzt werden könnte. Hierbei gilt es, einen kontinuierlichen Prozess der Reflexion über den Lernprozess einzuführen, also sich mit der Frage zu befassen, wie das Gelernte angewendet und weiter verbessert werden kann und wie Stagnation zu verhindern ist.
Aus dem Myers-JDC-Brookdale Institut sind im Lauf der Jahre etwa 1.400 Publikationen aus verschiedenen Forschungsfeldern der Sozialarbeit hervorgegangen, darunter auch in Zusammenarbeit mit Rosenfeld über Lernen vom Erfolg. Ein Teil der Publikationen wird in einem gesonderten Literaturverzeichnis mit den Veröffentlichungen der Jahre 2010 bis 2014 zusammengestellt. Auch deutschsprachige Werke beziehen sich auf Rosenfelds Konzept, wie beispielsweise das Handbuch Gesprächsführung in der Kita.

„Die Idee, dass nicht nur Individuen, sondern auch Organisationen lernfähig sind, kam Anfang der 60er Jahre auf und etablierte sich im Laufe der 80er Jahre. Seit den 90ern ist das organisationale Lernen schließlich in sämtlichen Disziplinen, die in Organisationen operieren, ein unbestreitbares Managementmodell, das zur Qualitätssicherung und -verbesserung dient.“

Hannutoglu bezieht sich in ihrem Buch mit seinem Überblick auf das Konzept Lernen vom Erfolg und neben Rosenfeld auf Donald Schön. Beide hätten „den Begriff der lernenden Organisation im US-amerikanischen Diskurs wesentlich geprägt“.
In einem Vortrag, den Rosenfeld im September 1996 in Berlin hielt, bezeichnete er das Konzept Lernen vom Erfolg als einen „Schlüssel, um aus dem Schlamassel rauszukommen“ und zugleich einen Weg, „wie man Nutzer-freundliche Sozialarbeit voranbringen“ könne. Das Konzept wurde von ihm im Lauf der Jahre und unter Einfluss seiner Forschungsarbeit weiter entwickelt. Überzeugt vom Erfolg und in der Hoffnung einen Beitrag zur Linderung der Not von Kindern und benachteiligten Erwachsenen zu leisten, nutzte Rosenfeld jede Gelegenheit und reiste „durch Israel und die ganze Welt, um diese Agenda zu fördern“.
Mitunter fand Rosenfelds Konzept Eingang in andere Disziplinen. So verglich beispielsweise Karlheinz Ortmann, Sozialpädagoge und Soziologe am Institut für Soziale Medizin und Medizinische Psychologie der Freien Universität Berlin, die hausärztliche Versorgung in einigen zentralen Aspekten mit professioneller Sozialarbeit, „zu der experimentelles hausärztliches Handeln auffällige Parallelen“ aufweise. Er entlehnte Elemente von Rosenfelds Konzept, insbesondere um „Qualitätsrisiken“ zu vermindern.
In Berlin wurde der Begriff der lernenden Organisation von dem Erziehungswissenschaftler und Soziologen Reinhart Wolff weiter entwickelt. Im Jahr 2002 hielt Wolff auf einer Fachtagung des Landesjugendamtes Westfalen-Lippe, die zum Thema Gut, dass wir miteinander sprechen... einlud, einen Vortrag über Dialogische Qualitätsentwicklung – auf dem Weg zur lernenden Organisation. In Anlehnung an Rosenfeld wies er darauf hin, dass „Qualitätsentwicklung als Impuls zur Praxisveränderung“ mehr sein müsse „als ein instrumentelles Verfahren“. Vielmehr gelte es, eine „kreative Neu-Erfindung der Praxis“ zu fördern, die „auf den Dialog mit allen Beteiligten“ setze, auf diese Weise „zu ‚einfache‘ Konzepte der Praxisveränderung“ überwinde und „aus Konfrontationen heraus“ führe. Beteiligung und Vielseitigkeit seien, so war auch Rosenfeld überzeugt, essentiell.
In Anlehnung an Burkhard Müller und ganz im Konsens mit Rosenfeld beschrieb Wolff „Organisationen sozialer Arbeit, die an wirklicher Qualitätsentwicklung interessiert sind“ mit vier zentralen Eigenschaften. Sie müssten „bildungsfreundlich“ sein und würden in jeder Hinsicht gebildeter Mitarbeiter bedürfen, „weil nur sie zu der Balance von Selbstsicherheit und selbstkritischer Distanz fähig“ seien. Sie müssten „fehlerfreundlich“ sein und die Übernahme von Risiken belohnen, anstatt zu bestrafen. Daneben müssten sie „dissensfreundlich“ sein, weil die Qualität sozialer Arbeit bedeutsam von der Fähigkeit abhänge, „multiperspektivisch zu denken und sich widersprechenden Standpunkten und deren Eigenlogik auszusetzen, ohne die eigene Linie zu verlieren“. Schließlich müsse sie „menschenfreundlich“ sein und eine „geduldige, humorvolle Professionalität“ trotz aller zu erwartender Belastungsproben aufrechterhalten.
Bis 2017 arbeitete Rosenfeld am Myers-JDC-Brookdale Institut mit. Als er sich zurückzog, trat Sarit Ellenbogen seine Nachfolge an.

### Gruppen im Konflikt

#### OFEK
1985 hatte eine Gruppe von Wissenschaftlern verschiedener Disziplinen in Israel eine Organisation gegründet, die sich dem Studium von Gruppen- und Organisationsprozessen mit Hilfe des am Tavistock Institute in London speziell dafür entwickelten Verfahrens der Gruppenbeziehungskonferenzen bedient. Es beruht auf dem Konzept Lernen aus Erfahrung und kombiniert Elemente aus der Theorie der offenen Systeme von Fred Emery mit verschiedenen Techniken, wie sie von der Psychoanalyse entwickelt wurden. Aus der Gruppe von Wissenschaftlern ging eine Non-Profit-Organisation hervor, die im Januar 1990 von Rosenfeld gemeinsam mit Shmuel Erlich, Mira Erlich-Ginor, Yigal Ginath, Vivian Gold, Rafael Moses, Rina Moses-Hrushevski und Avi Nutkevitch unter dem Namen OFEK (hebräisch אופק für Horizont) gegründet und dann auch förmlich registriert wurde. Der OFEK war von Anbeginn die Aufgabe zugedacht, in Israel Gruppenbeziehungskonferenzen zu planen, zu organisieren und durchzuführen. Zugleich ist sie eine Gemeinschaft von an diesen Themen Interessierten. Die Gründungsmitglieder hielten eine solche Organisation besonders in Israel für nötig, weil dort die Zugehörigkeit zu Gruppen und die damit verbundenen Identifikationen das soziale Leben in besonderer Weise organisieren.

#### Gruppenbeziehungskonferenzen

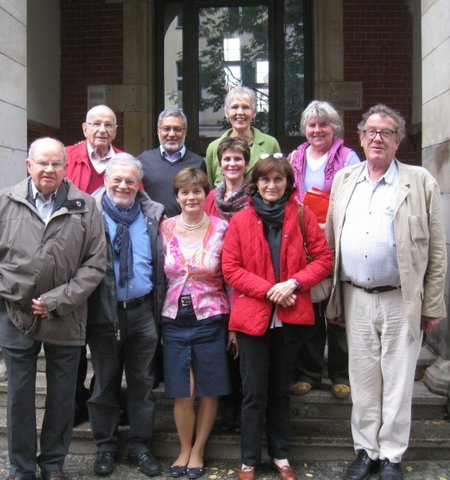
Mitglieder der PCCA
Jona Rosenfeld: hinten links

Rosenfeld gehörte zu den Gründungsmitgliedern der Nazareth-Konferenzen und war von Anfang an Teil der international besetzten Gruppe von Psychoanalytikern, welche die Supervision für diese Konferenzen übernahmen. Aus dieser Supervisorengruppe gingen die Mitglieder einer auf die Erfahrungen der Nazareth-Konferenzen aufbauenden NGO hervor, die sich den Namen Partners in Confronting Collective Atrocities (PCCA) gaben. Auch hier war Rosenfeld eines der Gründungsmitglieder.
Auf der Basis des Konzeptes Lernen durch Erfahrung, das Rosenfeld sein ganzes Berufsleben lang begleitete, hatten es sich die Nazareth-Konferenzen zur Aufgabe gemacht, die Folgen der Vergangenheit des Holocaust für Deutsche und Israelis in Gegenwart der jeweils anderen Gruppe erlebbar zu machen, die individuellen und kollektiven Implikationen zu verstehen und bestenfalls verändernden Einfluss darauf zu gewinnen. In der Folge wurden sowohl in die Supervisoren- als auch die Teilnehmergruppe Palästinenser aufgenommen und die Aufgabenstellung um die damit verbundenen interkulturellen Konflikte erweitert. Mit Gründung der PCCA und aufgrund der ermutigenden Ergebnisse der vorausgegangenen Konferenzen ist der Teilnehmerkreis und damit verbunden die Aufgaben noch einmal erweitert worden. Die PCCA widmet sich vergangenen und gegenwärtigen nationalen und internationalen Konflikten, die zu einer destruktiven Eskalation führen oder zu führen drohen. Ziel dieser Konferenzen ist es, den Teilnehmenden zu einem besseren Verständnis dieser globalen Konflikte zu verhelfen und ihnen die Möglichkeit einer hoffnungsvolleren Zukunft zu eröffnen.

### Veröffentlichungen
Rosenfeld war Autor von mehr als 100 Veröffentlichungen. Er hat fünf Bücher geschrieben. In den 1960er Jahren legte er die erste Armutsstudie in Israel vor.
Im Jahr 1998 veröffentlichte Rosenfeld gemeinsam mit Bruno Tardieu ein Buch, das sich der Frage widmet, wie ganz normale Menschen, Familien in extremer Armut und soziale Institutionen sich verbünden können, um Exklusion zu überwinden. Diese Veröffentlichung ist für das Werk von Rosenfeld von besonderer Bedeutung, weil die Überwindung von Armut und Rassismus von Anbeginn seines beruflichen Schaffens zu seinen zentralen Anliegen gehörte. Zwölf Fallstudien (von denen sechs auch in deutscher Übersetzung vorliegen) beschreiben, wie erfolgreiche Allianzen aufgebaut werden können. Darüber hinaus werden die Implikationen für Theorie und Forschung, aber auch jene für professionelles und politisches Engagement gegen extreme Armut auf nationalen und internationalen Ebenen diskutiert.
Im Jahr 2009 war Rosenfeld von einer Delegation der ATD gebeten worden, eine Biografie zu schreiben. Im Dialog mit Jean-Michel Defromont ist daraus ein Buch hervorgegangen, das 2016 veröffentlicht wurde. Es erzählt vom Menschen Rosenfeld, von seinem Leben und seiner Hinwendung zu den Ärmsten und Ausgeschlossenen einer Gesellschaft. Es erzählt von seiner Arbeit, die sich dem Bemühen widmete, diesen Menschen Wege zur Teilhabe zu öffnen. Es ist insofern ein besonderes Zeitdokument, weil es parallel dazu über die Geschichte des neu entstandenen Staates Israel aus der persönlichen Perspektive des Autors und zugleich über die Geschichte der sich entwickelnden Sozialarbeit in Israel und anderswo Zeugnis ablegt.

## Schriften
- Jenseits der Exklusion. Lernen vom Erfolg – Auf dem Weg zur Gegenseitigkeit. Jona Michael Rosenfeld im Dialog mit Jean-Michel Defromont. Barbara Budrich, Opladen, Berlin, Toronto 2020, ISBN 978-3-8474-2406-2 (pageplace.de [PDF; 1,4 MB; abgerufen am 29. Dezember 2023] Leseprobe).
- From exclusion to reciprocity. Learning from Success. In Dialogue with Jean-Michel Defromont. Hamilton Books. Imprint of Rowman & Littlefield, Lanham, Boulder, New York, Toronto, Plymouth, UK 2017, ISBN 978-0-7618-6798-2 (englisch, eingeschränkte Vorschau in der Google-Buchsuche – Erstausgabe:  2016).
- Bündnisse bilden – eine Aufgabe der Sozialen Arbeit. In: Hans-Ullrich Krause, Regina Rätz (Hrsg.): Soziale Arbeit im Dialog gestalten. Theoretische Grundlagen und methodische Zugänge einer dialogischen Sozialen Arbeit. 2., überarbeitete  Auflage. Budrich, Opladen, Berlin, Toronto 2015, ISBN 978-3-8474-0198-8, S. 83–91.
- From Patronization to Joint Learning. The Way of Escaping Life in Poverty and Exclusion. In: N. Zion (Hrsg.): Marathonof Responses and Suggestions for Changes. Economic Program. Band 3, 2003 (hebräisch).
- The Contribution of the School of Social Work to the Delivery of Social Services that Contribute to their Users. In: U. Aviram (Hrsg.): Academic Social Work Education in Israel. Past, Present and Future. Cherikover Publishers, Tel-Aviv 2003 (englisch).
- Social Justice, its Expression and Realization in our Lives. In: Hadea Harovahat. Band 32, 2002 (hebräisch).
- Lernen aus funktionierender Praxis. Einführen von umsetzbarem Handlungswissen für das Werk der sozialen Arbeit. In: Hans-Ullrich Krause (Hrsg.): Einen Weg finden. Diskurs über erfolgreiche soziale Arbeit. Anläßlich des sechzigsten Geburtstages von Reinhart Wolff. Lambertus, Freiburg im Breisgau 1999, ISBN 3-7841-1189-0.
- Emergence from extreme poverty. The International Movement ATD Fourth World and its work with and on behalf of the poorest families. Science et Service Quart Monde, Paris 1989, ISBN 2-904972-25-0 (englisch).
- mit Robert J. Chaskin: Research for action. Cross-national Perspectives on Connecting Knowledge, Policy, and Practice for Children. Oxford University Press, Oxford, New York 2008, ISBN 978-0-19-531408-3 (englisch).
- mit Israel Sykes: Learning from Success. The Retrospective Method. Myers-JDC-Brookdale Institute, 2004 (englisch).
- mit Israel Sykes: Response to the Article: The Routine of Work with Deeply Distressed Families in the Social Services. Baselines for Professional Discussion. In: Society and Welfare. Band 22, Nr. 2, 2002, S. 223–227 (hebräisch).
- mit Bruno Tardieu: Artisans of Democracy. How Ordinary People, Families in Extreme Poverty, and Social Institutions become Allies to Overcome Social Exclusion. University Press of America, Lanham, New York, Oxford 2000, ISBN 0-7618-1666-6 (englisch, eingeschränkte Vorschau in der Google-Buchsuche).

## Auszeichnungen
- 1998 Israel-Preis für Sozialarbeit[16]
- 2011 Edith Abbott Award[14]